# Rosa de lejos (película)
Rosa de lejos es una película de Argentina filmada en Eastmancolor dirigida por María Herminia Avellaneda sobre el guion de José Dominiani basado en el teleteatro homónimo de Celia Alcántara que se estrenó el 6 de noviembre de 1980 y que tuvo como actores principales a Leonor Benedetto, Juan Carlos Dual,  Pablo Alarcón y Betiana Blum.

## Sinopsis
Una joven del interior del país va a probar suerte a la ciudad de Buenos Aires trabajando de mucama, y debe enfrentar los problemas y obstáculos de la gran ciudad.

## Reparto
- Leonor Benedetto: Rosa Ramos
- Juan Carlos Dual: Esteban Pasciarotti
- Pablo Alarcón: Roberto Caride
- Betiana Blum: Teresa
- Chela Ruiz: Doña Pierina
- Roberto Pieri: Don Cristóbal
- Ovidio Fuentes: José
- Susana Monetti: Mirta
- Héctor Da Rosa: Ramón Ramos
- Gustavo Luppi: Tony Ramos
- Alfredo Iglesias: Nicolás Caride
- Rodolfo Machado: Carlos Saavedra
- Cristina Tejedor: Inés Caride de Saavedra
- Nélida Romero: Gabriela de Martínez
- Hilda Bernard: Alejandra
- Elena Tasisto: Soledad Rivera

## Comentarios
Alfredo Andrés en La Opinión escribió:

«Una flor que huele como el demonio.»

La Nación opinó:

«María Herminia Avellaneda…procuró darle al desarrollo un tratamiento visual y narrativo  maduro apoyado en efectos indirectos, y trató de eludir lo obvio y lo convencional. Pero como la ingenuidad de la anécdota no resiste un desarrollo adulto, el resultado fue en cierto modo contraproducente.»

## Otras adaptaciones

### Televisión
- Telenovela Simplemente María (Argentina, 1967) con Irma Roy, Alberto Argibay y Rodolfo Salerno.
- Telenovela Simplemente María (Perú, 1969, Panamericana TV) con Saby Kamalich, Ricardo Blume y Braulio Castillo.
- Telenovela Simplemente María (Brasil, 1970, TV Tupi) con Yoná Magalhães, Ênio Gonçalves y Carlos Alberto.
- Telenovela Simplemente María (Venezuela, 1971, Cadena Venezolana de Televisión, hoy Venezolana de Televisión) con Carmen Julia Álvarez, Eduardo Serrano y José Luis Rodríguez.
- Telenovela Rosa... de lejos (Argentina, 1980, ATC) con Leonor Benedetto y Juan Carlos Dual.
- Telenovela Simplemente María (México, 1989, Televisa) con Victoria Ruffo, Manuel Saval y Jaime Garza.
- Telenovela Simplemente María (Televisa 2015, México) con Claudia Álvarez, José Ron y Ferdinando Valencia.